# Gynoplistia wilsonella
Gynoplistia wilsonella är en tvåvingeart som beskrevs av Alexander 1930. Gynoplistia wilsonella ingår i släktet Gynoplistia och familjen småharkrankar. Inga underarter finns listade i Catalogue of Life.